# 대전 코레일 FC
대전 코레일 FC(Daejeon Korail Football Club)는 대한민국 대전광역시에 있는 축구 선수단이다. 한국철도공사가 운영하는 남자 세미프로 축구단이며, 1962년에 창단되었다.

## 역사
1943년에 창단된 조선총독부 철도국 축구단(이하 '조선철도국 축구단')을 모체로 하고 있어 연속성을 논외로 한다면 대한민국에서 현존하는 가장 오래된 축구단이다. 연속성을 기준으로 재창단 연도로 따지면 1962년 2월 재창단한 경주 한국수력원자력 축구단보다 몇개월 더 빠르거나 8개월 느리게 창단되었다.
1948년 혹은 1949년부터 교통부 축구단으로 운영되었으며 1950년에는 춘기실업축구연맹전에서 우승을 하였지만 한국 전쟁을 거치면서 해체된 것으로 추정된다. 
그 후 1961년혹은 1962년 10월에 교통부 산하 공작창의 수장이었던 김명익 대령에 의해 재창단하였고 1963년 9월 1일 철도국과 공작창 등을 포함하여 교통부의 외청으로 철도청이 신설되면서 철도청 축구단으로 개칭되었다.
1995년부터 한국철도 축구단으로 개칭하여 실업 축구에 참가하였다가 내셔널리그의 방침에 따라 구단 명칭에 연고 지역명을 붙이기로 하여, 2004년에 인천 한국철도 축구단으로 개칭되었다. 2007년 5월 한국철도공사의 CI가 코레일로 통합됨에 따라 인천 코레일 축구단으로 변경하였다. 하지만 2007년 FA컵에는 기존 등록명대로 인천 한국철도로 출전하였으며 또한 홍보 부족으로 언론에도 인천 한국철도와 인천 코레일이 혼용되다가 2008년부터 일원화되었다. 
2007년까지는 숭의종합경기장을 홈 구장으로 사용하였으나, 숭의경기장이 인천광역시의 도시재생 사업으로 철거된 후에는 2008년부터 한시적으로 인천문학경기장 보조구장을 사용하였고 2012년 인천 유나이티드 FC가 홈 구장을 옛 숭의야구장 부지에 신축된 인천축구전용경기장으로 옮기자 인천문학경기장을 홈 구장으로 사용했다. 한국수력원자력 축구단이 경상북도 경주시로 연고지를 이전하여 대전광역시 연고의 내셔널리그 축구 팀이 비어 있었다가, 한국철도공사 스포츠단이 본사 소재지인 대전광역시로 연고지를 이전하기로 함에 따라 2014년 1월 17일 대전광역시청에서 염홍철 시장과 최연혜 6대 한국철도공사 사장이 참여한 가운데 정식으로 협약을 맺고 이전하여 대전 코레일 축구단으로 변경하였다.
2019시즌에는 FA컵에서는 돌풍을 보여주며 많은 축구팬들을 놀라게 했는데, 32강전에서 당시 K리그1 선두이자 무패행진을 이어가던 울산 현대를 2:0으로 이기는 대이변을 연출하며 모두를 놀라게 했으며, 16강에서 서울 이랜드 FC와 맞붙었고 2:0으로 이기면서 8강에서 강원 FC와 맞붙어서 또다시 2:0으로 이기며 프로팀들을 차례차례 밟으며 4강에 진출했으며, 4강에서는 상주 상무를 상대로는 승부차기 끝에 승리하며 구단 사상 첫번째, 그리고 내셔널리그 소속 팀으로는 2005년 울산 현대미포조선 돌고래 이후 14년만에 2번째이자 마지막으로 FA컵 결승에 진출했다. 비록 결승에서 수원 삼성 블루윙즈에게 1·2차전 합계 0-4로 대패하긴 했지만 구단 역사상 최초의 FA컵 결승 진출로 한국 축구 역사에 새로운 장을 열었다.
2020시즌을 앞두고 새로 창설하는 K3리그에 참여하게 되었다. 그리고 구단명을 기존의 대전 코레일 축구단에서 대전 한국철도 축구단으로 변경했다.
2023시즌을 앞두고 구단명을 기존의 대전 한국철도 축구단에서 2019시즌까지 사용했던 대전 코레일 축구단으로 재변경하였다.

### 창단 연도에 대한 불확실성
내셔널리그 홈페이지 및 코레일 축구단에서는 공식 창단 연도를 1943년이라고 공표하고 있지만 이 1943년이라는 연도가 공식적인 창단식을 했다거나 하는 명확한 근거자료에 의거해서 나온 연도는 아닌 것을 문의 결과 인정하였다. 즉 예전부터 1943년에 창단했다는 말이 계속 내려오면서 전해진 것으로 명확한 근거자료들은 남아 있지 않은 상태로 현재 내셔널리그 연맹과 코레일 축구단에서도 계속 조사중이다.
실례로 전조선축구대회 1927년 대회에 참가한 팀들 중에 철도국 축구단이 존재하며실업축구연맹 결성이라는 1939년도 신문기사를 보면 대한민국 최초의 실업축구리그인 경성실업축구연맹에 철도국 축구단이 참가한 것으로 나온다.
모체가 되는 축구단의 역사가 더 오래될 가능성도 존재하고 있기는 하지만 공식 발표대로 1945년에 조선철도국 축구단으로 창단이 되었더라도 해당 축구단이 연속성있게 운영되어 현재의 대전 코레일 축구단으로 이어진 것이 절대 아니며, 또한 1943년 창단 연도 견해는 2005년 이후 나온 견해로 그 이전까지는 축구계와 축구 언론 등에서 교통부 시절 재창단한 1961년 혹은 1962년이 창단 연도로 통용되었다.
결론적으로 현재 공표하고 있는 1943년 창단 연도는 외국의 유서 깊은 축구단처럼 1943년에 창단되어 현재까지 연속성있게 역사와 전통이 이어진 축구단으로 오해를 불러 일으키며, 이렇게 한번 해체 후 공백기를 가지고 재창단을 했던 축구단들의 경우 기준없이 축구단 마음대로 오랜 역사를 쓰고 싶은 구단은 모체 창단 연도를 사용하고, 서울 이랜드 FC처럼 신생구단임을 내세우고 싶은 구단은 후신 창단 연도를 사용하는 등 일관된 기준이 없어 논란을 일으키고 있다.

## 선수 명단
2023년 3월 28일 기준

참고: FIFA 자격 규정에 따라 소속된 국가대표팀 국기를 표시합니다. 선수는 복수의 FIFA 비회원국 국적을 가지고 있을 수 있습니다.
| 번호 | 포지션 | 국적 | 이름   |
| ---- | ------ | ---- | ------ |
| 1    | GK     |      | 박태원 |
| 4    | DF     |      | 김윤진 |
| 5    | DF     |      | 최규백 |
| 6    | MF     |      | 김경연 |
| 7    | MF     |      | 김영규 |
| 8    | MF     |      | 송민우 |
| 9    | MF     |      | 최치원 |
| 10   | MF     |      | 김민균 |
| 11   | FW     |      | 박예찬 |
| 12   | GK     |      | 황치윤 |
| 13   | DF     |      | 손경환 |
| 14   | MF     |      | 박요한 |
| 15   | MF     |      | 방찬준 |

| 번호 | 포지션 | 국적 | 이름   |
| ---- | ------ | ---- | ------ |
| 16   | MF     |      | 송수영 |
| 17   | MF     |      | 김동욱 |
| 18   | DF     |      | 김민혁 |
| 19   | MF     |      | 이인규 |
| 20   | DF     |      | 김규환 |
| 21   | DF     |      | 유승범 |
| 22   | MF     |      | 박찬빈 |
| 23   | GK     |      | 정성욱 |
| 24   | DF     |      | 최영훈 |
| 26   | MF     |      | 이찬울 |
| 27   | MF     |      | 장동혁 |
| 30   | DF     |      | 김해식 |
| 33   | MF     |      | 김선우 |
| 37   | FW     |      | 곽철호 |
| 44   | MF     |      | 권성윤 |

## 기록과 통계

### 우승 기록
- 전국실업축구연맹전

● 우승 (1): 2000 춘계
- 내셔널리그

● 우승 (2): 2005, 2012
- 내셔널축구선수권대회

● 우승 (3): 2013, 2015, 2018
- 전국체육대회

● 우승 (3): 2000, 2001, 2011
- 전국축구선수권대회

● 준우승 (1): 2000
- 코리아컵

● 준우승 (1): 2019

### 역대 성적
| 시즌 | 리그   | 리그      | 코리아컵 | ACL | 기타             |
| 시즌 | 디비전 | 순위      | 코리아컵 | ACL | 기타             |
| ---- | ------ | --------- | -------- | --- | ---------------- |
| 2003 | 2      | 전기: 5   | 32강     | -   | -                |
| 2003 | 2      | 후기: 9   | 32강     | -   | -                |
| 2004 | 2      | 전기: 7   | 16강     | -   | 리그컵: 조별리그 |
| 2004 | 2      | 후기: 5   | 16강     | -   | 리그컵: 조별리그 |
| 2005 | 2      | 전기: 7   | 4강      | -   | -                |
| 2005 | 2      | 후기: 1   | 4강      | -   | -                |
| 2005 | 2      | P: 우승   | 4강      | -   | -                |
| 2006 | 2      | 전기: 6   | 16강     | -   | 리그컵: 8강      |
| 2006 | 2      | 후기: 4   | 16강     | -   | 리그컵: 8강      |
| 2007 | 2      | 전기: 3   | 26강     | -   | 리그컵: 4강      |
| 2007 | 2      | 후기: 3   | 26강     | -   | 리그컵: 4강      |
| 2008 | 2      | 12        | 32강     | -   | 리그컵: 4강      |
| 2009 | 2      | 5         | 32강     | -   | 리그컵:조별리그  |
| 2010 | 2      | 전기: 3   | 32강     | -   | 리그컵: 조별리그 |
| 2010 | 2      | 후기: 13  | 32강     | -   |                  |
| 2011 | 2      | 6         | 2R       | -   | 리그컵: 4강      |
| 2011 | 2      | P: 6강PO  | 2R       | -   | 리그컵: 4강      |
| 2012 | 2      | 5         | 32강     | -   | 리그컵: 조별리그 |
| 2012 | 2      | P: 우승   | 32강     | -   | 리그컵: 조별리그 |
| 2013 | 3      | 2         | 2R       | -   | 리그컵: 우승     |
| 2013 | 3      | P: PO     | 2R       | -   | 리그컵: 우승     |
| 2014 | 3      | 1         | 16강     | -   | 리그컵: 조별리그 |
| 2014 | 3      | P: 준우승 | 16강     | -   | 리그컵: 조별리그 |
| 2015 | 3      | 5         | 16강     | -   | 리그컵: 우승     |
| 2016 | 3      | 7         | 32강     | -   | 리그컵: 준우승   |
| 2017 | 3      | 4         | 32강     | -   | 리그컵: 4강      |
| 2018 | 3      | 7         | 32강     | -   | 리그컵: 우승     |
| 2019 | 3      | 4         | 준우승   | -   | 리그컵: 4강      |
| 2020 | 3      | 7         | 2R       | -   | -                |
| 2021 | 3      |           | 2R       | -   | -                |

- P: 리그 플레이오프(포스트시즌)

## 참고 문헌
- “스포츠지원포털 등록 현황”. 대한체육회.
- “KFA 통합경기정보 시스템”. 대한축구협회.

## 같이 보기
- 한국철도공사